# فرد وليامز (لاعب هوكي الجليد)
فرد وليامز هو لاعب هوكي الجليد كندي، ولد في 1 يوليو 1956 في ساسكاتون في كندا.

## وصلات خارجية
- فرد وليامز على موقع دوري الهوكي الوطني (الإنجليزية)
- فرد وليامز على موقع EliteProspects.com (الإنجليزية)
- فرد وليامز على موقع HockeyDB.com (الإنجليزية)
- فرد وليامز على موقع Hockey-Reference.com (الإنجليزية)